# Dylan Fowler
Dylan Fowler (* 4. Februar 1956 in Tripolis) ist ein walisischer Gitarrist, Komponist und Arrangeur.
Fowler wurde in Libyen geboren, kam aber bereits 1959 nach Wales. Er spielte zunächst Klavier, dann Oboe, bevor er siebzehnjährig zur Gitarre wechselte. Einige Zeit besuchte er Kurse für klassische Gitarre am Welch College of Music & Drama. 1980 ging er nach London und bildete ein Duo mit Dominic Miller, dem späteren Gitarristen von Sting. In den drei Jahren ihrer Zusammenarbeit spielten sie einen Mix aus lateinamerikanischer Musik, Jazz und eigenen Kompositionen, traten mehrmals beim Edinburgh Festival  und anderen Festivals in Großbritannien auf und unternahmen eine Tournee durch die USA. Ihr gemeinsames Album wurde von Derek Jewell, dem Musikkritiker der Sunday Times als eines der besten des Jahres 1984 gelobt.
Danach trennte er sich von Miller und studierte ein Jahr lang Komposition und Arrangement am Leeds College of Music. Als Komponist und Arrangeur des Sherman Theatre in Cardiff kehrte er dann nach Wales zurück. 1985 beauftragte ihn die Welsh Jazz Society, eine Reihe von Stücken für das Jazzfestival in der St. Davids Hall zu schreiben, die er mit einer eigenen Band namens Q aufführte. Mit Q war er im Folgejahr unter den Finalisten der Jazz Sounds Competition in London und spielte eigene Kompositionen im Fernsehen von BBC2.
Nach einem Studienaufenthalt 1987 in den USA gründete er 1989 das Ensemble FREVO, mit dem er auf akustischen Instrumenten modernen Jazz, Folk und Weltmusik spielte. Die Gruppe debütierte beim British Jazz Festival, trat in Frankreich, Deutschland, Holland und der Tschechischen Republik auf und veröffentlichte ein Album bei Danny Thompsons Jazzlabel. Im Folgejahr begleitete er Thompson als Mitglied seiner Gruppe Whatever auf einer Tournee durch Großbritannien und nahm dann mit ihm und der kanadischen Musikerin Loreena McKennitt ein Album in Peter Gabriels Real World Studio auf.
Seit 1993 bildet Fowler mit dem Bratschisten und Komponisten Gillian Stevens ein Duo, das Alte Musik, eigene Kompositionen und osteuropäische Musik spielt. 1995 beteiligte er sich als Gitarrist, Oboist, Hornist und Blockflötist an der Aufnahme des Albums Celtic Steppes mit dem Saxophonisten Dick Heckstall-Smith, das 1996 erschien und fünf Sterne des BBC Music Magazine erhielt. 1996 gründete er mit Lee Goodall und Paul Clarvis die Gruppe The Three Amoebas. Parallel nahm er – wieder als Mitglied in Danny Thompsons Gruppe Whatever – das Album Industry mit Richard Thompson auf. 2002 nahm er mit der Sängerin Julia Murphy das Album Ffawd auf. 2014 wirkte er am Album Ad Hoc seines ehemaligen Duopartners Dominic Miller mit.